# 黒田洋一
黒田 洋一（くろだ よういち、1954年 - ）は日本の自然保護活動家。日本の無責任な木材輸入に対する活動が認められ、1991年にゴールドマン環境賞を受賞。
環境保護団体、熱帯林行動ネットワークの事務局長。